# Comitato Leonardo - Italian Quality Committee
Il Comitato Leonardo - Italian Quality Committee è nato nel 1993 su iniziativa comune dei senatori Sergio Pininfarina e Gianni Agnelli, di Confindustria, dell'Istituto nazionale per il Commercio Estero (ICE) e di un gruppo di imprenditori con l'obiettivo di promuovere ed affermare la "Qualità Italia" nel mondo. Il nome di Leonardo è stato scelto per richiamare la combinazione tra arte, scienza e tecnologia.
Oggi il comitato associa circa 150 personalità tra imprenditori, artisti, scienziati e uomini di cultura.
Nella sua attività il Comitato Leonardo ricorre alla collaborazione di tutti gli organi istituzionali che sono preposti alla promozione delle aziende italiane all'estero e alla loro internazionalizzazione. Ne fanno parte le più alte cariche dello Stato tra cui il Presidente del Consiglio dei Ministri, il Ministro degli Affari Esteri e della Cooperazione Internazionale, il Ministro dello Sviluppo Economico, il Ministro dei Beni e delle Attività Culturali e del Turismo.

## Premi Leonardo
Ogni anno il Comitato Leonardo assegna un Premio Leonardo ad una personalità italiana o straniera che abbia concorso in modo significativo ad affermare e promuovere l'immagine dell'Italia nel mondo. Il Comitato attribuisce, inoltre, tre Premi Leonardo Qualità Italia ad imprenditori o aziende distintesi per l'innovazione di qualità apportata ai propri prodotti e per la proiezione internazionale, commerciale e produttiva.
In occasione di eventi promozionali che periodicamente l'ICE organizza in Paesi ritenuti strategici per l'internazionalizzazione delle aziende italiane, il Comitato assegna un Premio Leonardo International ad una personalità di quel Paese che abbia particolarmente concorso a coltivare e migliorare i legami culturali ed economici con l'Italia.
Dal 1995 la celebrazione del Premio Leonardo e dei Premi Leonardo Qualità Italia avviene sotto l'Alto Patronato del Presidente della repubblica che personalmente consegna i Premi ai vincitori in una cerimonia al Quirinale in cui vengono attribuiti anche i Premi di Laurea, finanziati da alcuni imprenditori soci del Comitato.

### I vincitori del premio

#### 2018
- Premio Leonardo : Elena Zambon, presidente della società farmaceutica Zambon[3]
- Premi Leonardo Qualità Italia : La Molisana / Tecnica Group / Venchi[4]
- Premio Leonardo Start up : Omnidermal Biomedics[5]
- Premio Leonardo International : Tan Xuguang, presidente di Gruppo Weichai e Gruppo Ferretti[6]
- Premio di Laurea Leonardo - Simest: Manuel Roccati, Tesi "L'Internazionalizzazione delle PMI ed il ruolo delle Istituzioni" [7]